# Daphne Caruana Galizia
Daphne Caruana Galizia, född 26 augusti 1964 i Sliema i Malta, död 16 oktober 2017 i Bidnija, var en maltesisk journalist och bloggare och anti-korruptionsaktivist, som rapporterade om politiska händelser på Malta och var internationellt känd för sitt arbete med Panamadokumenten.
Caruana Galizia mördades 2017, i en bilbomb som har kopplats till makthavare på Malta.

## Biografi
Caruana Galizia föddes i Sliema på Malta, och studerade vid Maltas universitet. Hon var gift med Peter Caruana Galizia från 1985 fram till sin död 2017. De hade tre barn.
Hon arbetade som undersökande journalist och skrev ofta om korruption. Hon arbetade bland annat med Panamadokumenten. Caruana Galizia var inblandad i mer än 40 rättsprocesser från personer och företag som hon  granskat, och var ett känt exempel på hur så kallade SLAPP-stämningar används för att tysta journalister.
Caruana Galizia mördades i en bilbomb nära sitt hem i Bidnija den 16 oktober 2017. 2021 och 2022 dömdes tre män för dådet.  
Flera makthavare har pekats ut som inblandade i mordet. Polisen grep Yorgen Fenech, ägaren till det Dubai-baserade företaget 17 Black, på hans yacht den 20 november 2019 i samband med hennes mord. Två ministrar och premiärministerns stabschef Keith Schembri greps också.
En offentlig utredning från 2021 hävdade också att Maltas regering möjliggjort mordet genom att skapa "en atmosfär av straffrihet".

## Eftermäle
I april 2018 publicerade ett internationellt konsortium av 45 journalister The Daphne Project, ett samarbete för att slutföra hennes undersökande arbete.
2018 instiftades The GUE/NGL Award for Journalists, Whistleblowers & Defenders of the Right to Information, till minne av Caruana Galizia.